# Vincenzo Zappalà
Vincenzo Zappalà (Savona, 1945) è un astronomo italiano.
| 4478 Blanco         | 23 aprile 1984 |
| 5802 Casteldelpiano | 27 aprile 1984 |
| 6289 Lanusei        | 28 aprile 1984 |
| 7459 Gilbertofranco | 28 aprile 1984 |
| 9009 Tirso          | 23 aprile 1984 |
| 9010 Candelo        | 27 aprile 1984 |
| 10038 Tanaro        | 28 aprile 1984 |
| 11476 Stefanosimoni | 23 aprile 1984 |
| 17357 Lucataliano   | 23 agosto 1978 |

Il suo campo di interesse prevalente è quello relativo allo studio del sistema solare ed in particolare dei corpi minori, quali comete ed asteroidi. Il MPC gli accredita la scoperta di nove asteroidi.
Vanta al suo attivo oltre 250 pubblicazioni. I suoi maggiori risultati scientifici hanno riguardato lo studio delle proprietà rotazionali degli asteroidi e la definizione di un nuovo metodo, oggi universalmente riconosciuto, per la definizione delle famiglie asteroidali. Dal 1997 al 2000 è stato il Presidente della Commissione 15 dell'Unione Astronomica Internazionale, di cui è membro dal 1975. È stato anche co-leader del gruppo di lavoro sul sistema solare della missione spaziale Gaia.
Gli è stato dedicato l'asteroide 2813 Zappalà, scoperto da Edward L. G. Bowell nell'Osservatorio Lowell di Flagstaff in Arizona.